# Prunus harae
Prunus harae — вид квіткових рослин з родини трояндових (Rosaceae). Ареал охоплює такі країни: Бутан.

## Середовище
Цей вид ймовірно, росте в змішаному прохолодному широколистяному лісі; зафіксовано між 2500 та 3600 м.

## Морфологічна характеристика
Це невелике дерево.

## Використання
Немає інформації про використання цього виду, але люди можуть вживати його плоди в їжу.